# Soupisky hokejových reprezentací na MS 2013
Mistrovství světa v ledním hokeji 2013 se zúčastnilo 16 národních týmů.

## Medailisté

### Soupiska švédského týmu
- Hlavní trenér: Pär Mårts

| 1  | B | Jhonas Enroth      | Buffalo Sabres          |
| 25 | B | Jacob Markström    | Florida Panthers        |
| 37 | B | Johan Gustafsson   | Luleå HF                |
| 4  | O | Staffan Kronwall – | Lokomotiv Jaroslavl     |
| 7  | O | Henrik Tallinder   | New Jersey Devils       |
| 8  | O | Petter Grandberg   | Skellefteå AIK          |
| 10 | O | Johan Fransson     | Luleå HF                |
| 29 | O | Erik Gustafsson    | Philadelphia Flyers     |
| 33 | O | Elias Fälth        | HV71                    |
| 24 | O | Alexander Edler    | Vancouver Canucks       |
| 11 | Ú | Simon Hjalmarsson  | Linköpings HC           |
| 12 | Ú | Fredrik Pettersson | HK Donbass              |
| 15 | Ú | Oscar Lindberg     | Skellefteå AIK          |
| 19 | Ú | Calle Järnkrok     | Brynäs IF               |
| 20 | Ú | Joel Lundqvist A   | Frölunda HC             |
| 21 | Ú | Loui Eriksson      | Dallas Stars            |
| 23 | Ú | Niklas Persson A   | CSKA Moskva             |
| 27 | Ú | Jimmie Ericsson    | Skellefteå AIK          |
| 28 | Ú | Dick Axelsson      | Frölunda HC             |
| 44 | Ú | Nicklas Danielsson | HC Lev Praha            |
| 67 | Ú | Martin Thörnberg   | Torpedo Nižnij Novgorod |
| 91 | Ú | Andreas Jämtin     | HV71                    |
| 92 | Ú | Gabriel Landeskog  | Colorado Avalanche      |
| 22 | Ú | Daniel Sedin       | Vancouver Canucks       |
| 33 | Ú | Henrik Sedin       | Vancouver Canucks       |

### Soupiska švýcarského týmu
- Hlavní trenér: Sean Simpson

| 20 | B | Reto Berra            | EHC Biel             |
| 26 | B | Martin Gerber         | Rögle BK             |
| 31 | O | Mathias Seger –       | ZSC Lions            |
| 5  | O | Severin Blindenbacher | ZSC Lions            |
| 72 | O | Patrick Von Gunten    | EHC Kloten           |
| 58 | O | Eric Blum             | EHC Kloten           |
| 54 | O | Philippe Furrer       | SC Bern              |
| 91 | O | Robin Grossmann       | HC Davos             |
| 90 | O | Roman Josi            | Nashville Predators  |
| 3  | O | Julien Vauclair A     | HC Lugano            |
| 16 | O | Raphael Diaz          | Montreal Canadiens   |
| 10 | Ú | Andres Ambühl         | ZSC Lions            |
| 43 | Ú | Morris Trachsler      | ZSC Lions            |
| 12 | Ú | Luca Cunti            | ZSC Lions            |
| 70 | Ú | Denis Hollenstein     | EHC Kloten           |
| 48 | Ú | Matthias Bieber       | EHC Kloten           |
| 23 | Ú | Simon Bodenmann       | EHC Kloten           |
| 28 | Ú | Martin Plüss A        | SC Bern              |
| 51 | Ú | Ryan Gardner          | SC Bern              |
| 82 | Ú | Simon Moser           | SCL Tigers           |
| 22 | Ú | Nino Niederreiter     | Bridgeport Islanders |
| 24 | Ú | Reto Suri             | EV Zug               |
| 95 | Ú | Julian Walker         | Ženeva-Servette HC   |
| 17 | Ú | Thibaut Monnet        | ZSC Lions            |

### Soupiska amerického týmu
- Hlavní trenér: Joe Sacco

| 30 | B | Ben Bishop      | Tampa Bay Lightning    |
| 35 | B | John Gibson     | Kitchener Rangers      |
| 39 | B | Cal Heeter      | Adirondack Phantoms    |
| 27 | O | Justin Faulk    | Carolina Hurricanes    |
| 4  | O | Jamie McBain    | Carolina Hurricanes    |
| 22 | O | Matt Hunwick    | Colorado Avalanche     |
| 6  | O | Erik Johnson    | Colorado Avalanche     |
| 34 | O | Chris Butler    | Calgary Flames         |
| 25 | O | Matt Carle A    | Tampa Bay Lightning    |
| 2  | O | Jeff Petry      | Edmonton Oilers        |
| 8  | O | Jacob Trouba    | Michiganská univerzita |
| 20 | Ú | Ryan Carter     | New Jersey Devils      |
| 11 | Ú | Stephen Gionta  | New Jersey Devils      |
| 12 | Ú | Bobby Butler    | Nashville Predators    |
| 15 | Ú | Craig Smith     | Nashville Predators    |
| 26 | Ú | Paul Stastny –  | Colorado Avalanche     |
| 17 | Ú | Aaron Palushaj  | Colorado Avalanche     |
| 14 | Ú | Nick Bjugstad   | Florida Panthers       |
| 44 | Ú | Nate Thompson A | Tampa Bay Lightning    |
| 7  | Ú | Danny Kristo    | Hamilton Bulldogs      |
| 19 | Ú | Tim Stapleton   | HK Dinamo Minsk        |
| 21 | Ú | Drew LeBlanc    | Chicago Blackhawks     |
| 18 | Ú | David Moss      | Phoenix Coyotes        |
| 32 | Ú | Alex Galchenyuk | Montreal Canadiens     |
| 74 | Ú | T. J. Oshie     | St. Louis Blues        |

### Soupiska finského týmu
- Hlavní trenér: Jukka Jalonen

| 31 | B | Joni Ortio            | HIFK Hockey             |
| 32 | B | Antti Raanta          | Porin Ässät             |
| 35 | B | Atte Engren           | TPS Turku               |
| 18 | O | Sami Lepistö          | HC Lev Praha            |
| 2  | O | Teemu Laakso          | Severstal Čerepovec     |
| 38 | O | Juuso Hietanen        | Torpedo Nižnij Novgorod |
| 21 | O | Ilari Melart          | HIFK Hockey             |
| 4  | O | Ossi Väänänen         | Jokerit                 |
| 5  | O | Lasse Kukkonen –      | Rögle BK                |
| 46 | O | Janne Jalasvaara      | HK Dynamo Moskva        |
| 6  | O | Tuukka Mäntylä        | Tappara                 |
| 10 | Ú | Niklas Hagman A       | Lokomotiv Jaroslavl     |
| 20 | Ú | Janne Pesonen         | Ak Bars Kazaň           |
| 15 | Ú | Juha-Pekka Hytönen    | Amur Chabarovsk         |
| 41 | Ú | Antti Pihlström       | Salavat Julajev Ufa     |
| 27 | Ú | Petri Kontiola A      | Traktor Čeljabinsk      |
| 50 | Ú | Juhamatti Aaltonen    | Rögle BK                |
| 12 | Ú | Marko Anttila         | TPS Turku               |
| 39 | Ú | Ville Vittaluoma      | Hämeenlinnan Pallokerho |
| 23 | Ú | Sakari Salminen       | KalPa                   |
| 37 | Ú | Juha-Pekka Haataja    | Oulun Kärpät            |
| 28 | Ú | Lauri Korpikoski      | Phoenix Coyotes         |
| 40 | Ú | Jarno Koskiranta      | Tappara                 |
| 19 | Ú | Veli-Matti Savinainen | Porin Ässät             |
| 64 | Ú | Mikael Granlund       | Minnesota Wild          |

### Soupiska kanadského týmu
- Hlavní trenér: Lindy Ruff

| 40 | B | Devan Dubnyk       | Edmonton Oilers     |
| 41 | B | Mike Smith         | Phoenix Coyotes     |
| 5  | O | Brenden Dillon     | Dallas Stars        |
| 3  | O | Stéphane Robidas A | Dallas Stars        |
| 7  | O | T.J. Brodie        | Calgary Flames      |
| 51 | O | Brian Campbell     | Florida Panthers    |
| 44 | O | Jay Harrison       | Carolina Hurricanes |
| 22 | O | Luke Schenn        | Philadelphia Flyers |
| 19 | O | Justin Schultz     | Edmonton Oilers     |
| 2  | O | Dan Hamhuis        | Vancouver Canucks   |
| 76 | O | P. K. Subban       | Montreal Canadiens  |
| 28 | Ú | Claude Giroux      | Philadelphia Flyers |
| 24 | Ú | Matt Read          | Philadelphia Flyers |
| 17 | Ú | Wayne Simmonds     | Philadelphia Flyers |
| 53 | Ú | Jeff Skinner       | Carolina Hurricanes |
| 12 | Ú | Eric Staal –       | Carolina Hurricanes |
| 11 | Ú | Jordan Staal       | Carolina Hurricanes |
| 9  | Ú | Matt Duchene       | Colorado Avalanche  |
| 90 | Ú | Ryan O'Reilly      | Colorado Avalanche  |
| 14 | Ú | Jordan Eberle      | Edmonton Oilers     |
| 4  | Ú | Taylor Hall        | Edmonton Oilers     |
| 16 | Ú | Andrew Ladd A      | Winnipeg Jets       |
| 91 | Ú | Steven Stamkos     | Tampa Bay Lightning |
| 8  | Ú | Jaden Schwartz     | St. Louis Blues     |

### Soupiska ruského týmu
- Hlavní trenér: Zinetula Biljaletdinov

| 30 | B | Ilja Bryzgalov      | Philadelphia Flyers    |
| 1  | B | Semjon Varlamov     | Colorado Avalanche     |
| 83 | B | Vasilij Košečkin    | Severstal Čerepovec    |
| 51 | O | Fjodor Ťutin        | Columbus Blue Jackets  |
| 5  | O | Ilja Nikulin –      | Ak Bars Kazaň          |
| 82 | O | Jevgenij Medveděv   | Ak Bars Kazaň          |
| 6  | O | Děnis Děnisov       | CSKA Moskva            |
| 77 | O | Jevgenij Rjasenskij | CSKA Moskva            |
| 48 | O | Jevgenij Birjukov   | Metallurg Magnitogorsk |
| 7  | O | Anton Bělov         | Avangard Omsk          |
| 22 | O | Nikita Zajcev       | HK Sibir Novosibirsk   |
| 71 | Ú | Ilja Kovalčuk A     | New Jersey Devils      |
| 21 | Ú | Anton Loktijonov    | New Jersey Devils      |
| 42 | Ú | Artěm Anisimov      | Columbus Blue Jackets  |
| 8  | Ú | Alexandr Ovečkin    | Washington Capitals    |
| 47 | Ú | Alexandr Radulov    | CSKA Moskva            |
| 24 | Ú | Alexandr Popov      | Avangard Omsk          |
| 37 | Ú | Alexandr Pěrežogin  | Avangard Omsk          |
| 23 | Ú | Děnis Kokarev       | HK Dynamo Moskva       |
| 50 | Ú | Sergej Sojn         | HK Dynamo Moskva       |
| 15 | Ú | Alexandr Svitov     | Salavat Julajev Ufa    |
| 27 | Ú | Alexej Těreščenko A | Ak Bars Kazaň          |
| 90 | Ú | Kiril Petrov        | Ak Bars Kazaň          |
| 10 | Ú | Sergej Mozjakin     | Metallurg Magnitogorsk |
| 92 | Ú | Jevgenij Kuzněcov   | Traktor Čeljabinsk     |

### Soupiska českého týmu
- Hlavní trenér: Alois Hadamczik

| 31 | B | Ondřej Pavelec    | Winnipeg Jets              |
| 53 | B | Alexander Salák   | Färjestad BK               |
| 33 | B | Pavel Francouz    | HC Verva Litvínov          |
| 2  | O | Zbyněk Michálek A | Phoenix Coyotes            |
| 35 | O | Jan Hejda         | Colorado Avalanche         |
| 36 | O | Petr Čáslava      | Severstal Čerepovec        |
| 3  | O | Marek Židlický    | New Jersey Devils          |
| 5  | O | Ladislav Šmíd     | Edmonton Oilers            |
| 87 | O | Jakub Nakládal    | HC Lev Praha               |
| 80 | O | Zdeněk Kutlák     | HC Ambrì-Piotta            |
| 41 | Ú | Tomáš Plekanec    | Montreal Canadiens         |
| 20 | Ú | Martin Hanzal     | Phoenix Coyotes            |
| 12 | Ú | Jiří Novotný –    | HC Lev Praha               |
| 85 | Ú | Petr Vrána        | HC Lev Praha               |
| 17 | Ú | Radim Vrbata A    | Phoenix Coyotes            |
| 93 | Ú | Jakub Voráček     | Philadelphia Flyers        |
| 62 | Ú | Petr Tenkrát      | HC Sparta Praha            |
| 24 | Ú | Zbyněk Irgl       | HK Dinamo Minsk            |
| 11 | Ú | Petr Hubáček      | JYP Jyväskylä              |
| 19 | Ú | Jiří Tlustý       | Carolina Hurricanes        |
| 90 | Ú | Tomáš Hertl       | HC Slavia Praha            |
| 14 | Ú | Tomáš Fleischmann | Florida Panthers           |
| 43 | Ú | Jan Kovář         | HC Škoda Plzeň             |
| 42 | Ú | Petr Koukal       | CHK Neftěchimik Nižněkamsk |
| 25 | Ú | Jiří Hudler       | Calgary Flames             |

### Soupiska slovenského týmu
- Hlavní trenér: Vladimír Vůjtek

| 31 | B | Rastislav Staňa      | CSKA Moskva                  |
| 39 | B | Július Hudáček       | Frölunda HC                  |
| 32 | B | Jaroslav Janus       | HC Slovan Bratislava         |
| 7  | O | Marek Ďaloga         | HC ČSOB Pojišťovna Pardubice |
| 68 | O | Milan Jurčina        | Lukko Rauma                  |
| 24 | O | Branislav Mezei      | Avtomobilist Jekatěrinburg   |
| 56 | O | Vladimír Mihálik     | HC Slovan Bratislava         |
| 44 | O | Andrej Sekera        | Buffalo Sabres               |
| 8  | O | Michal Sersen        | HC Slovan Bratislava         |
| 23 | O | René Vydarený        | HC Mountfield                |
| 12 | O | Ivan Švarný          | HC Slovan Bratislava         |
| 27 | Ú | Martin Bartek        | HC ČSOB Pojišťovna Pardubice |
| 55 | Ú | Mário Bližňák        | HC Slovan Bratislava         |
| 21 | Ú | Libor Hudáček        | HC Slovan Bratislava         |
| 82 | Ú | Tomáš Kopecký A      | Florida Panthers             |
| 16 | Ú | Roman Kukumberg      | HC Slovan Bratislava         |
| 19 | Ú | Michel Miklík        | HC Slovan Bratislava         |
| 85 | Ú | Peter Ölvecký        | HC Slovan Bratislava         |
| 92 | Ú | Branko Radivojevič A | HK Spartak Moskva            |
| 15 | Ú | Jozef Stümpel A      | HK Nitra                     |
| 43 | Ú | Tomáš Surový         | HC Lev Praha                 |
| 18 | Ú | Miroslav Šatan –     | HC Slovan Bratislava         |
| 67 | Ú | Tomáš Záborský       | Avangard Omsk                |
| 20 | Ú | Marko Daňo           | HC Slovan Bratislava         |
| 87 | Ú | Marcel Haščák        | HC Košice                    |

### Soupiska německého týmu
- Hlavní trenér: Pat Cortina

| 44 | B | Dennis Endras        | Adler Mannheim      |
| 72 | B | Rob Zepp             | Eisbären Berlín     |
| 33 | B | Danny aus den Birken | Kölner Haie         |
| 81 | O | Torsten Ankert       | Kölner Haie         |
| 15 | O | Jens Baxmann         | Eisbären Berlín     |
| 10 | O | Christian Ehrhoff –  | Buffalo Sabres      |
| 77 | O | Nikolai Goc          | Adler Mannheim      |
| 48 | O | Frank Hördler        | Eisbären Berlín     |
| 34 | O | Benedikt Kohl        | Grizzlys Wolfsburg  |
| 91 | O | Moritz Müller        | Kölner Haie         |
| 3  | O | Justin Krueger       | Charlotte Checkers  |
| 57 | Ú | Marcel Goc A         | Florida Panthers    |
| 87 | Ú | Philip Gogulla       | Kölner Haie         |
| 39 | Ú | Thomas Greilinger    | ERC Ingolstadt      |
| 50 | Ú | Patrick Hager        | ERC Ingolstadt      |
| 17 | Ú | Marcus Kink          | Adler Mannheim      |
| 28 | Ú | Frank Mauer          | Adler Mannheim      |
| 92 | Ú | Marcel Noebels       | Adirondack Phantoms |
| 86 | Ú | Daniel Pietta        | Krefeld Pinguine    |
| 24 | Ú | André Rankel         | Eisbären Berlín     |
| 55 | Ú | Felix Schütz         | Kölner Haie         |
| 36 | Ú | Yannic Seidenberg    | Adler Mannheim      |
| 21 | Ú | John Tripp           | Kölner Haie         |
| 47 | Ú | Christoph Ullmann    | Adler Mannheim      |
| 16 | Ú | Michael Wolf A       | Iserlohn Roosters   |

### Soupiska norského týmu
- Hlavní trenér: Roy Johansen

| 30 | B | Lars Haugen              | HK Dinamo Minsk    |
| 34 | B | Lars Volden              | Espoo Blues        |
| 70 | B | Steffen Soberg           | Vålerenga Ishockey |
| 6  | O | Jonas Holøs              | Växjö Lakers HC    |
| 47 | O | Alexander Bonsaksen      | Rögle BK           |
| 55 | O | Ole-Kristian Tollefsen – | Färjestad BK       |
| 23 | O | Mats Trygg               | HV71               |
| 39 | O | Henrik Solberg           | Stavanger Oilers   |
| 42 | O | Henrik Odegaard          | Sparta Warriors    |
| 4  | O | Daniel Sorvik            | Vålerenga Ishockey |
| 41 | Ú | Patrick Thoresen A       | SKA Petrohrad      |
| 9  | Ú | Marius Holtet            | Färjestad BK       |
| 20 | Ú | Anders Bastiansen A      | Färjestad BK       |
| 22 | Ú | Martin Roymark           | Färjestad BK       |
| 8  | Ú | Mads Hansen              | Brynäs IF          |
| 19 | Ú | Per-Age Skrøder          | MODO Hockey        |
| 26 | Ú | Kristian Forsberg        | MODO Hockey        |
| 46 | Ú | Mathis Olimb             | Frölunda HC        |
| 40 | Ú | Ken Andre Olimb          | BIK Karlskoga      |
| 24 | Ú | Andreas Martinsen        | Düsseldorfer EG    |
| 10 | Ú | Lars Erik Spets          | Lørenskog IK       |
| 21 | Ú | Morten Ask Ask           | Vålerenga Ishockey |
| 28 | Ú | Niklas Roest             | Sparta Warriors    |
| 45 | Ú | Robin Dahlstrøm          | IF Troja-Ljungby   |
| 51 | Ú | Mats Rosseli Olsen       | Frölunda HC        |

### Soupiska lotyšského týmu
- Hlavní trenér: Ted Nolan

| 1  | B | Māris Jučers        | Dinamo Riga                    |
| 50 | B | Kristers Gudļevskis | HK Rīga                        |
| 31 | B | Edgars Masaļskis    | HK Jugra Chanty-Mansijsk       |
| 11 | O | Kristaps Sotnieks   | Dinamo Riga                    |
| 32 | O | Arturs Kulda        | Novosibirsk                    |
| 26 | O | Krišjānis Rēdlihs   | Dinamo Riga                    |
| 22 | O | Jānis Andersons     | Kompanion-Naftohaz Kyjev       |
| 2  | O | Agris Saviels       | Kompanion-Naftohaz Kyjev       |
| 81 | O | Georgijs Pujacs A   | Avangard Omsk                  |
| 17 | O | Māris Jass          | Hannover Scorpions             |
| 29 | O | Ralfs Freibergs     | Bowling Green State University |
| 70 | Ú | Miks Indrašis       | Dinamo Riga                    |
| 87 | Ú | Gints Meija         | Dinamo Riga                    |
| 42 | Ú | Vitālijs Pavlovs    | Dinamo Riga                    |
| 25 | Ú | Andris Džeriņš      | Dinamo Riga                    |
| 15 | Ú | Ronalds Ķēniņš      | ZSC Lions                      |
| 91 | Ú | Roberts Jekimovs    | SaiPa                          |
| 90 | Ú | Koba Jass           | Rytíři Kladno                  |
| 71 | Ú | Aleksejs Širokovs   | HC Red Ice                     |
| 47 | Ú | Mārtiņš Cipulis     | HC Lev Praha                   |
| 5  | Ú | Jānis Sprukts A     | CSKA Moskva                    |
| 10 | Ú | Lauris Dārziņš –    | Ak Bars Kazaň                  |
| 21 | Ú | Armands Bērziņš     | Kompanion-Naftohaz Kyjev       |
| 60 | Ú | Juris Štāls         | HK AutoFinance Poprad          |
| 59 | Ú | Zemgus Girgensons   | Rochester Americans            |

### Soupiska dánského týmu
- Hlavní trenér: Per Bäckman

| 1  | B | Patrick Galbraith   | Frölunda HC          |
| 31 | B | Simon Nielsen       | Lukko Rauma          |
| 31 | B | Sebastian Dahm      | Rødovre Mighty Bulls |
| 3  | O | Philip Larsen       | Dallas Stars         |
| 25 | O | Oliver Lauridsen    | Philadelphia Flyers  |
| 22 | O | Markus Lauridsen    | Cleveland Monsters   |
| 4  | O | Mads Bødker         | Malmö Redhawks       |
| 6  | O | Stefan Lassen       | Malmö Redhawks       |
| 5  | O | Daniel Nielsen A    | Hamburg Freezers     |
| 41 | O | Jesper Jensen       | Rögle BK             |
| 15 | O | Rasmus Nielsen      | Herning Blue Fox     |
| 89 | Ú | Mikkel Bødker       | Phoenix Coyotes      |
| 60 | Ú | Mads Christensen    | Eisbären Berlín      |
| 13 | Ú | Morten Green –      | Hannover Scorpions   |
| 33 | Ú | Julian Jakobsen     | Hamburg Freezers     |
| 44 | Ú | Nichlas Hardt       | Jokerit              |
| 29 | Ú | Morten Madsen A     | MODO Hockey          |
| 14 | Ú | Kiril Starkov       | IK Oskarshamn        |
| 38 | Ú | Morten Poulsen      | IK Oskarshamn        |
| 8  | Ú | Frederik Storm      | Malmö Redhawks       |
| 11 | Ú | Patrick Bjorkstrand | Mora IK              |
| 40 | Ú | Jesper Jensen       | BIK Karlskoga        |
| 19 | Ú | Kim Staal           | Herlev Hornets       |
| 21 | Ú | Thor Dresler        | Herlev Hornets       |
| 17 | Ú | Nicklas Jensen      | Chicago Wolves       |

### Soupiska francouzského týmu
- Hlavní trenér: Dave Henderson

| 49 | B | Florian Hardy              | Ducs d'Angers           |
| 39 | B | Cristobal Huet             | Lausanne HC             |
| 42 | B | Fabrice Lhenry             | Rouen Hockey Élite 76   |
| 18 | O | Johann Auvitu              | JYP Jyväskylä           |
| 3  | O | Vincent Bachet             | Gothiques d'Amiens      |
| 74 | O | Nicolas Besch A            | Comarch Cracovia        |
| 84 | O | Kévin Hecquefueille        | Karlskrona HK           |
| 55 | O | Jonathan Janil             | Rouen Hockey Élite 76   |
| 4  | O | Antonin Manavian           | HC TWK Innsbruck        |
| 90 | O | Maxime Moisand             | Odense Bulldogs         |
| 41 | Ú | Pierre-Édouard Bellemare A | Skellefteå AIK          |
| 82 | Ú | Charles Bertrand           | Lukko Rauma             |
| 80 | Ú | Teddy Da Costa             | GKS Tychy               |
| 24 | Ú | Julien Desrosiers          | Rouen Hockey Élite 76   |
| 9  | Ú | Damien Fleury              | Södertälje SK           |
| 71 | Ú | Anthony Guttig             | Tranås AIF              |
| 22 | Ú | Brian Henderson            | Ducs d'Angers           |
| 10 | Ú | Laurent Meunier –          | Straubing Tigers        |
| 28 | Ú | Damien Raux                | Hockey Club de Mulhouse |
| 77 | Ú | Sacha Treille              | HC Sparta Praha         |
| 7  | Ú | Yorick Treille             | EC Red Bull Salzburg    |
| 15 | Ú | Tim Bozon                  | Kamloops Blazers        |
| 25 | Ú | Nicolas Ritz               | Dijon Hockey Club       |
| 38 | Ú | Thomas Roussel             | Gothiques d'Amiens      |
| 60 | Ú | Antoine Roussel            | Dallas Stars            |

### Soupiska běloruského týmu
- Hlavní trenér: Andrej Skabelka

| 40 | B | Dmitrij Milčakov       | Metallurg Žlobin        |
| 35 | B | Vitalij Velinskij      | Junosť Minsk            |
| 33 | B | Stěpan Gorjačevskich   | HK Donbass              |
| 12 | O | Andrej Filičkin        | HK Homel                |
| 27 | O | Jaroslav Maslenikov    | HK Homel                |
| 8  | O | Ilja Šinkevič          | Metallurg Žlobin        |
| 70 | O | Ilja Kaznaděj          | Metallurg Žlobin        |
| 22 | O | Oleg Goroško           | HK Dinamo Minsk         |
| 86 | O | Pavel Černook          | HK Dinamo Minsk         |
| 92 | O | Roman Graborenko       | Albany Devils           |
| 55 | O | Alexandr Jeronov       | Šachtar Salihorsk       |
| 11 | Ú | Alexandr Kulakov A     | HK Dinamo Minsk         |
| 77 | Ú | Alexandr Kitarov       | HK Dinamo Minsk         |
| 19 | Ú | Dmitrij Meleško        | HK Dinamo Minsk         |
| 26 | Ú | Andrej Stas            | HK Dinamo Minsk         |
| 28 | Ú | Konstantin Kolcov –    | Atlant Mytišči          |
| 88 | Ú | Jevgenij Kovyršin      | Severstal Čerepovec     |
| 38 | Ú | Arťom Kislyj           | HK Něman Grodno         |
| 16 | Ú | Michail Stefanovič     | HK Něman Grodno         |
| 9  | Ú | Vjačeslav Andrjuščenko | Metallurg Žlobin        |
| 10 | Ú | Jevgenij Solomonov     | HK Homel                |
| 21 | Ú | Alexej Jefimenko       | Šachtar Salihorsk       |
| 18 | Ú | Alexej Ugarov A        | Torpedo Nižnij Novgorod |
| 15 | Ú | Arťom Demkov           | Hamburg Freezers        |
| 94 | Ú | Artur Gavrus           | Owen Sound Attack       |

### Soupiska rakouského týmu
- Hlavní trenér: Emanuel Viveiros

| 24 | B | Mathias Lange         | SC Bietigheim-Bissingen |
| 29 | B | Bernhard Starkbaum    | MODO Hockey             |
| 30 | B | René Swette           | EC KAC                  |
| 41 | O | Mario Altmann         | EC VSV                  |
| 48 | O | Florian Iberer        | EC KAC                  |
| 23 | O | Sven Klimbacher       | Vienna Capitals         |
| 64 | O | André Lakos           | Vienna Capitals         |
| 55 | O | Robert Lukas          | EHC Black Wings Linz    |
| 22 | O | Thomas Pöck           | Cleveland Monsters      |
| 28 | O | Martin Schumnig       | EC KAC                  |
| 4  | O | Gerhard Unterluggauer | EC VSV                  |
| 14 | O | Johannes Reichel      | EC KAC                  |
| 79 | Ú | Gregor Baumgartner    | EHC Black Wings Linz    |
| 89 | Ú | Raphael Herburger     | EC KAC                  |
| 27 | Ú | Thomas Hundertpfund   | EC KAC                  |
| 25 | Ú | Matthias Iberer       | Graz 99ers              |
| 18 | Ú | Thomas Koch –         | EC KAC                  |
| 37 | Ú | Andreas Kristler      | EC Red Bull Salzburg    |
| 15 | Ú | Manuel Latusa         | EC Red Bull Salzburg    |
| 34 | Ú | Markus Peintner       | EC VSV                  |
| 12 | Ú | Michael Raffl         | Leksands IF             |
| 45 | Ú | David Schuller        | EC KAC                  |
| 20 | Ú | Daniel Welser A       | EC Red Bull Salzburg    |
| 26 | Ú | Thomas Vanek A        | Buffalo Sabres          |
| 10 | Ú | Daniel Oberkofler     | EHC Black Wings Linz    |

### Soupiska slovinského týmu
- Hlavní trenér: Matjaž Kopitar

| 40 | B | Luka Gračnar        | EC Red Bull Salzburg       |
| 1  | B | Andrej Hočevar      | Sokol Kyjev                |
| 33 | B | Robert Kristan      | KHL Medveščak              |
| 15 | O | Blaž Gregorc        | Odense Bulldogs            |
| 86 | O | Sabahudin Kovačevič | HK AutoFinance Poprad      |
| 28 | O | Aleš Kranjc         | Kölner Haie                |
| 17 | O | Žiga Pavlin         | Rögle BK                   |
| 7  | O | Klemen Pretnar      | EC VSV                     |
| 51 | O | Mitja Robar A       | Krefeld Pinguine           |
| 4  | O | Andrej Tavželj A    | Rouen Hockey Élite 76      |
| 58 | O | Luka Tošić          | Alleghe Hockey             |
| 96 | Ú | Luka Bašič          | Gothiques d'Amiens         |
| 71 | Ú | Boštjan Goličič     | Diables Rouges de Briançon |
| 8  | Ú | Žiga Jeglič         | Södertälje SK              |
| 13 | Ú | Gašper Kopitar      | Mora IK                    |
| 76 | Ú | Rok Pajič           | HC Pustertal               |
| 19 | Ú | Žiga Pance          | HDD Olimpija Lublaň        |
| 9  | Ú | Tomaž Razingar –    | EV Ravensburg              |
| 12 | Ú | David Rodman        | SC Bietigheim-Bissingen    |
| 22 | Ú | Marcel Rodman       | SC Bietigheim-Bissingen    |
| 55 | Ú | Robert Sabolič      | ERC Ingolstadt             |
| 24 | Ú | Rok Tičar           | Kölner Haie                |
| 26 | Ú | Jan Urbas           | Växjö Lakers HC            |
| 16 | Ú | Aleš Mušič          | HDD Olimpija Lublaň        |
| 20 | Ú | Gal Koren           | KHL Medveščak              |